# M/F Thor Sydfyen
M/F Thor Sydfyen var navnet på en af Scandlines' færger. Den sejlede på ruten Bøjden-Fynshav. Færgen sejlede også ved Spodsbjerg - Tårs i nogle år, inden den blev overflyttet til Alsruten i 1998.

## Rederier
Thor Sydfyen blev oprindeligt bygget til Spodsbjerg-Tårs Ruten A/S, som var et datterselskab af DSB.
I juni 1991 overgik selskabet til Sydfyenske Dampskibsselskab A/S (SFDS). 
SFDS havde færgen fra 1991 til 1997, da Scandlines overtog ruten, og færgen. Scandlines havde færgen fra 1997 til 2007, hvor Nordic Ferry Services.
Nordic Ferry Services var de sidste ejere af færgen, for selvom NFS fik nyt navn og design til Færgen A/S, var selskabet bag, det samme. Thor Sydfyen endte sine dage under Danske Færger A/S.

## Skæbne
Danske Færger satte færgen til salg i 2013, da den var blevet erstattet af de lidt yngre og tideligere Langelands "kollegaer" M/F Odin Sydfyen og M/F Frigg Sydfyen (Som tideligere havde sejlet på Spodsbjerg - Tårs ruten siden deres indsættelse hhv. 1982 og 1984). Færgen blev solgt til Petersen & Sørensen Motorværksted A/S og omdøbt til Thor S, og kort efter registeret til ophug og bugseret væk fra Danmark. 
Mystisk nok blev færgens skrog spottet ved Sudoremontnyy Zavod værft i Sevastopol, Ukraine ikke lang tid efter. Det viste sig at færgen var genopstået som en nybygning, som "Nikolay Aksenenko", dog uden bov og agter-porten, som blev erstattet af ramper, og en større kommando bro. Færgen sejlede mellem Kershhalvøen (Krim) og Tarmanhalvøen (Rusland) indtil 2019, da broen stod færdig. Færgen blev i 2019 sat til salg og omdøbt Dalga, og blev endegyldigt ophugget i 2021 i Algeriet.